# Ambroise Jules Joubert-Bonnaire
Pour les articles homonymes, voir Joubert et Bonnaire.
Ambroise Jules Joubert-Bonnaire (1829-1890), est un industriel et député du Maine-et-Loire.

## Biographie
Ambroise Jules Joubert-Bonnaire est né le 20 août 1829. Il est le fils de l'industriel Alexandre Auguste Joubert-Bonnaire. Il fut un riche négociant industriel manufacturier, issu d'une riche famille angevine les Joubert-Bonnaire. Il est le frère de Achille Alexandre Joubert-Bonnaire.
Il fait ses études à l'École polytechnique. Il dirige avec son frère l'ancienne manufacture royale de corderie d'Angers, devenu les "Filatures de toiles à voiles Joubert-Bonnaire".
Il devient député de Maine-et-Loire le 8 février 1871. Il s'inscrit au Centre-Droit et siège parmi les Conservateurs, Monarchistes et Mac-Mahoniens. Son mandat de député prend fin le 7 mars 1876. Il est l'auteur d'une proposition sur le travail des enfants dans les manufactures ainsi conçue: "Les enfants ne pourront être employés par les patrons, ni être admis dans les manufactures, usines, ateliers ou chantiers, avant l'âge de 10 ans révolus". Cette proposition est adoptée. 
Ambroise Jules Joubert-Bonnaire est mort le 26 décembre 1890 à Angers. 

## Pour approfondir